# Nuklearunfall von Tōkaimura 1999
Koordinaten: 36° 28′ 47″ N, 140° 33′ 13″ O

Unfallort Tokaimura

Der Nuklearunfall von Tōkaimura 1999 ereignete sich am 30. September 1999 in der Brennelementefabrik der Japan Nuclear Fuel Conversion Company (JCO) in der japanischen Küstenstadt Tōkaimura. Der Kritikalitätsstörfall in Tōkaimura war der schwerste japanische Nuklearunfall bis zu der Nuklearkatastrophe von Fukushima im Jahre 2011.
Auf der siebenstufigen Internationalen Bewertungsskala für nukleare Ereignisse wurde der Unfall der Kategorie 4 (Unfall mit lokalen Konsequenzen) zugeordnet.
Der Kritikalitätsstörfall von Tokaimura ist auf menschliches Versagen zurückzuführen. Zwei Arbeiter starben an den Folgen der erhöhten Strahlung.

## Verlauf
Der Unfall ereignete sich bei einem chemischen Reinigungsprozess für auf 18,8 % angereichertes U3O8 (Uranoxid). Dieser Reinigungsprozess sollte in drei von der japanischen Regierung bewilligten Schritten erfolgen: Im ersten Schritt wird das Uranoxid mit Salpetersäure in einem wegen seiner Form kritikalitätssicheren Gefäß gemischt. Im zweiten Schritt wird die durch die Mischung entstandene Uranylnitratlösung in einen ebenfalls kritikalitätssicheren Zwischenbehälter gepumpt, in dem die Urankonzentration sowie die Uranmasse bestimmt werden.  Die Uranylnitratlösung wird im dritten Schritt in einen Präzipitationsbehälter gepumpt. Schritt zwei dient einer Kontrollfunktion, da der Präzipitationsbehälter aufgrund seiner Geometrie nicht kritikalitätssicher ist. Dieser dürfte nur mit einer Uranmasse von 2,4 kg befüllt werden.
Um den Prozess zu beschleunigen und so Geld zu sparen, füllten an diesem Tag die Arbeiter der Anlage den Präzipitationsbehälter mit 16,6 kg Uran statt der erlaubten 2,4 kg – eine Überschreitung um das Sechsfache. Dabei wurde die kritische Masse, die in diesem Fall bei 5 kg lag, deutlich überschritten, wodurch sich eine explosionsartige Anhäufung von Spaltneutronen bildete. Dies führte zu einer unkontrollierbaren Kettenreaktion, die die Arbeiter als „blauen Blitz“ (Tscherenkow-Licht) wahrnahmen, begleitet von einem lauten Knall. Die Arbeiter, die zu diesem Zeitpunkt an den Arbeitsvorgängen beteiligt waren, waren nicht oder nur teilweise über die Gefahren der Kritikalität informiert gewesen.
Die nukleare Kettenreaktion setzte über einen Zeitraum von 20 Stunden Gamma- und Neutronenstrahlung frei. Die Beendung der Kritikalität und damit der Gefahrenlage konnte schließlich erreicht werden, indem Mitarbeiter abwechselnd in Kurzzeiteinsätzen zum einen das Kühlwasser abließen, das sich um den vom Unfall betroffenen Tank befand und als Neutronenreflektor die Kritikalität aufrechterhielt, und zum anderen Neutronen absorbierenden Borsäuretrimethylester in den Tank leiteten.

## Reaktion der Regierung
Am 30. September 1999 gegen 10.35 Uhr Ortszeit wurde erstmals Alarm in der Brennelementefabrik ausgelöst. Erst nach zwei Stunden wurde begonnen, die anliegenden Einwohner zu evakuieren. Weitere 310.000 Menschen wurden in der Umgebung per Lautsprecher aufgefordert, ihre Häuser nicht zu verlassen. Schüler wurden sofort nach Hause entlassen. Außerdem wurde der Radius um die Brennelemente-Fabrik um 350 Meter abgesperrt.

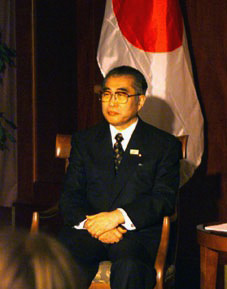
Keizō Obuchi, Premierminister Japans vom 30. Juli 1998 bis zum 5. April 2000

Es dauerte mehrere Stunden, bis der damalige Premierminister Keizō Obuchi von dem schweren Vorfall erfuhr. Die internationale Atomenergiebehörde (IAEA) ging damals davon aus, dass ein hoch technologisiertes Land wie Japan gegen ein solches Atomunglück gerüstet sei. Jedoch waren die Verantwortlichen zu diesem Zeitpunkt nicht in der Lage, die Bevölkerung und die Regierung rechtzeitig zu informieren.
Nachdem ein speziell für die Abwehr von chemischen Angriffen ausgerüstetes Team den Unfallort erreicht hatte, stellte sich schnell die Hilflosigkeit gegen nukleare Kontamination heraus. Selbst in einer Atomstadt wie Tokaimura war von den Behörden kein Evakuierungs- und Katastrophenplan für einen Ernstfall vorbereitet worden. Auch für Krisensituationen war nicht geübt worden, da man die Bevölkerung nicht unnötig hatte beunruhigen wollen. Der Nachrichtenagentur Kyōdō wurde vom Regierungssprecher mitgeteilt, dass die Regierung nur langsam auf den Vorfall reagierte und die Situation unterschätzt habe. Bereits nach dem Atomunfall von 1997 in derselben Stadt waren in der Bevölkerung Zweifel aufgekommen, ob die Atomanlagen des Landes ausreichend sicher waren. Dadurch war die japanische Atomlobby stark in der Kritik.

## Auswirkungen

### Mitarbeiter
Die nukleare Reaktion durch die außer Acht gelassenen Sicherheitsmaßnahmen forderte zwei Todesopfer. Zwei der drei am Mischvorgang beteiligten Arbeiter, die unmittelbar am Reaktionsgefäß standen und die Flüssigkeit einfüllten, starben an der Strahlenkrankheit, da sie extrem hoher Strahlungsdosis, geschätzt zwischen 6 und 20 Sievert, ausgesetzt waren. Der 55-jährige Yutaka Yokokawa überwachte den Vorgang und stand etwas abseits; er erhielt eine geschätzte Dosis von 1 bis 4,5 Sievert an Strahlung.
Nach dem Austritt der hohen Röntgen- und Neutronenstrahlung kümmerte man sich nur improvisiert um die schwer verletzten Arbeiter: Kollegen wickelten sie in Plastikfolie ein und brachten sie unmittelbar in das nächstgelegene Krankenhaus. Jedoch waren während des Transportes die Helfer der drei Opfer ebenfalls Strahlungen von 0,5–4,1 mGy ausgesetzt, da sie nur mit Stoffhandschuhen und Mundschutz aus Plastik geschützt waren. Kurz nach der Einlieferung ins Krankenhaus zeigten sich die typischen Auswirkungen von hoher Strahlung auf den menschlichen Körper an den drei Beteiligten: Übelkeit, Erbrechen, Durchfall, Schock und Veränderung des Blutbildes sind die Folgen erhöhter Strahlung.
12 Wochen nach dem Atomunfall verstarb der 35-jährige Arbeiter Hisashi Ouchi an den Folgen der massiven Strahlung in der Universitätsklinik in Tokio. Im April 2000, sieben Monate nach dem Kritikalitätsunfall, verstarb der 40-jährige Masato Shinohara, ebenfalls an inneren Blutungen, Immunschwäche und Multiorganversagen. Aufgrund der hohen Strahlungsbelastung wurde das Erbgut bei beiden irreparabel geschädigt. Obwohl eine Knochenmarktransplantation das blutbildende System beider Unfallopfer stabilisierte, setzte sich der Verfall der anderen Organe inklusive der Schleimhäute weiter fort, da aufgrund des defekten Chromosomensatzes eine Zellteilung und Regeneration nicht mehr möglich war.
Weitere 56 Arbeiter, die sich zur Zeit des Unfalls am Gelände aufhielten, erhielten Dosen zwischen 0,1 und 23 mGy. 27 Mitarbeiter der Firma JCO (Japan Nuclear Fuels Conversion Company), die bis zum Ende des Kritikalitätstörfalls beteiligt waren, wurden bewusst und unausweichlich der Strahlung ausgesetzt. 21 dieser Mitarbeiter waren damit beschäftigt, das Kühlwasser aus dem betroffenen Tank abzulassen. Die anderen sechs Arbeiter, die den Borsäuretrimethylester in den Tank leiteten, erhielten Strahlungsdosen zwischen 0,03 und 0,61 mSv.
Weitere 161 Mitarbeiter waren einer Kollektivdosis von circa 0,48 Sievert ausgesetzt.

### Umwelt
Im Umkreis von zehn Kilometern konnte weder in Regen- noch in See- oder Meerwasser oder in der Trinkwasserversorgung Radioaktivität festgestellt werden. Jedoch wurde von der Regierung befohlen, dass Bauern ihr Gemüse und ihre Milch vernichten sollen, und Fischer bekamen Auslaufverbot.
Bei gewonnenen Proben aus der Präfektur Ibaraki, in der die Küstenstadt Tokaimura liegt, wurde nachgewiesen, dass Meeres- und auch Landtiere keine erhöhten Strahlungswerte aufwiesen. Landwirtschaftliche Produkte wiesen in Bodenproben ebenfalls keine erhöhten Strahlungswerte auf. Lediglich in 15 von 115 Gemüseproben konnte radioaktives Iod nachgewiesen werden, wobei die Menge unter dem japanischen Grenzwert lag.

## Politische, juristische und wirtschaftliche Folgen
Trotz des schweren Unfalls, der für starke Kritik an Atomenergie sorgte, hielt die japanische Regierung an dieser fest, da das rohstoffarme Land nicht so stark von ausländischen Öllieferungen abhängig sein wolle. 1999 besaß Japan 52 Atomkraftwerke, aus denen 35 % des gesamten Stroms bezogen wurden.
Ungefähr dreieinhalb Jahre dauerte es, bis ein japanisches Gericht fünf leitende Angestellte sowie den damaligen Leiter der Brennelementefabrik von JCO verurteilte. Die fünf leitenden Angestellten wurden zu einer Gefängnisstrafe zwischen zwei und drei Jahren auf Bewährung verurteilt. Der Leiter der Brennelementefabrik wurde zu drei Jahren Haft, die auf fünf Jahre Bewährung ausgesetzt wurde, und einer zusätzlichen Bußgeldzahlung von umgerechnet 3.900 Euro verurteilt.
Das Parlament verabschiedete ein Gesetz über spezielle Maßnahmen bei Nuklearkatastrophen. Dieses Gesetz legt eine klare Rollenverteilung für die involvierten Fachbereiche fest.
Außerdem wurde für Verbesserungen und eine Überwachung des sicheren Betriebs der Kernanlagen ein privates Netzwerk für Kernenergie-Sicherheit gegründet. Nicht nur die japanische Atomindustrie wurde kritisiert. In Deutschland wurde von der Gesellschaft für Strahlenschutz zu einem beschleunigten Ausstieg aus der Atomenergie aufgerufen, da unkontrollierte Kettenreaktionen auch in technisch am höchsten entwickelten Ländern möglich seien.
Das „Nuclear Safety Network“ (NSN) wollte mit Hilfe von gegenseitigen Inspektionen und Informationsaustausch der einzelnen Mitglieder das Sicherheitsbewusstsein in der Nuklearindustrie verbessern. Im Jahr 2014 wurde durch die Nihon Genshiryoku Kenkyū Kaihatsu Kikō (dt. „Japanische Atomenergieforschungs- und entwicklungsorganisation“) bekannt, dass die Wiederaufarbeitungsanlage in Tokaimura stillgelegt wird, da eine Anpassung an die Sicherheitsmaßnahmen nach dem Atomunglück in Fukushima zu teuer wäre. Die Kosten hätten umgerechnet 915 Millionen US-Dollar betragen.

## Anschlag
Ungefähr drei Monate nach dem Unfall, im Jahr 2000, konnte ein Anschlag auf die Brennelemente-Fabrik von Polizisten verhindert werden. Die Zeitung Mainichi Shimbum berichtete, dass der arbeitslose Wiederholungstäter Tatsufumi Oshiba sich über die Firma JCO aufgeregt habe, sodass er zuerst die Fabrik mit einem ferngezündeten Sprengsatz in einer Tasche sprengen und sich anschließend selbst habe umbringen wollen. Das Attentat auf die Brennelementefabrik schlug jedoch fehl.